# Sing;est
『Sing;est』（シンゲスト）は、2021年1月20日にユニバーサルシグマから発売された、森内寛樹の1作目のアルバム。

## 概要
- インディーズロックバンドMY FIRST STORYのボーカリストとしても活動している森内寛樹の初のソロアルバム[4]。
- アルバム発売に先駆け、「君はロックを聴かない」「やさしさで溢れるように」「アイノカタチ」がそれぞれ先行配信リリースされていた[5][6][7]。

## 収録曲
1. アイノカタチ
原曲は、MISIA。作詞作曲は、GReeeeN。
2021年2月5日放送「MUSIC STATION」出演時に披露した。
2. 夜に駆ける
原曲は、YOASOBI。作詞作曲は、Ayase。
3. 君はロックを聴かない
原曲は、あいみょん。作詞作曲も、あいみょん。
4. ただ君に晴れ
原曲はヨルシカ。作詞作曲は、n-buna。
5. 命に嫌われている。
原曲は、カンザキイオリ。作詞作曲も、カンザキイオリ。
6. 君の知らない物語
原曲は、supercell。作詞作曲は、ryo。
7. Automatic
原曲は、宇多田ヒカル。作詞作曲も、宇多田ヒカル。
8. ギブス
原曲は、椎名林檎。作詞作曲も、椎名林檎。
9. ハナミズキ
原曲は、一青窈。作詞は、一青窈。作曲は、マシコタツロウ。
10. やさしさで溢れるように
原曲は、JUJU。作詞作曲は、小倉しんこう・亀田誠治。

## 演奏
- 江口亮、村田隆嘉：All Arrangement, Programming & All Other Instruments
- 比田井修：Additional Drums (#3.4)